# Cheilotrichia (Empeda) liliputina
Cheilotrichia (Empeda) liliputina is een tweevleugelige uit de familie steltmuggen (Limoniidae). De soort komt voor in het Oriëntaals gebied.